# Elsa Rivas
Elsa Rivas, cuyo nombre completo era Elsa Concepción Rivas, fue una cantante argentina de tangos que nació en Buenos Aires el 4 de octubre de 1925 y falleció en la misma ciudad el 30 de abril de 2010. En su dilatada trayectoria actuó en público y realizó grabaciones con diversas orquestas e incluso se recuerda una gira por Japón donde también registró un CD. 

## Primeros años
De muy niña tuvo vocación por el canto; mientras todavía estudiaba en el colegio, se presentó en radio y a partir de los quince años ya actuó profesionalmente, primero en diversos locales y clubes de Buenos Aires y luego en localidades del conurbano, hasta llegar a Radio El Mundo para actuar acompañada por la orquesta estable de la emisora.

## Carrera artística
A mediados de la década del 50, fue integrante de la orquesta de Ricardo Tanturi, junto con los cantores Horacio Roca y Juan Carlos Godoy. También participó en la orquesta de Leopoldo Federico, registró discos propios y realizó giras fuera del país. Algunas de las piezas más celebradas de su repertorio fueron Muriéndome de amor, Pa que sientas lo que siento, Todo por un amor y Besos brujos. 
También realizó presentaciones y grabaciones con una orquesta formada al efecto por Juan José Paz hizo cinco registros: Hasta siempre amor, En esta tarde gris, Juana Tango, Ventanita florida y Quién tiene tu amor, de Leopoldo Díaz Vélez.
Además de sus presentaciones en público, Elsa Rivas cantó en radios, programas de televisión y giras por Uruguay, Chile y, en 1973 Colombia, formando parte de una embajada artística en la que estaban Armando Pontier, Hugo del Carril, Armando "El Niño" Moreno y otros. En 1967 viajó a Japón con Los Señores del Tango, con quienes luego registró para un sello de ese país Adiós pampa mía, Caminito, una selección de tangos de Discépolo y una canción japonesa en ritmo de tango, cantada en japonés.
Por poco tiempo estuvo vinculada al cuarteto Troilo-Grela y como solista grabó acompañada por conjuntos dirigidos por Daniel Lomuto, Jorge Dragone, el Trío Yumba, Alberto Di Paulo y Víctor Damario. Si bien Elsa Rivas se alejó temporalmente de la música para casarse y formar su propia familia, en total sumó más de 60 grabaciones.
Dos años antes de fallecer estrenó con María de la Fuente y Nina Miranda un espectáculo que evocaba los años dorados de las cancionistas del cual decía “Lo bueno de este espectáculo es que somos tres mujeres cancionistas con distintos estilos y hacemos el tango que nos gusta". 
Falleció el 30 de abril de 2010 por una complicación cardiorrespiratoria. Tenía prevista la publicación en el próximo festival de tango de Buenos Aires de un CD que había registrado recientemente.